# Ã
Ã (wielka litera: Ã, mała litera: ã, kasz. a z blewiązką) – litera diakrytyzowana alfabetu łacińskiego powstała na podstawie litery a posiadająca tyldę górną.

## Zastosowanie
Jest używana w języku portugalskim, kaszubskim, wietnamskim, arumuńskim, guarani, w etnolekcie śląskim, w języku !Xóõ oraz w zapisie międzynarodowego alfabetu fonetycznego.

### Język portugalski
W języku portugalskim oznacza samogłoskę nosową przypisywaną w międzynarodowym alfabecie fonetycznym dla symbolu /ɐ̃/. W dwugłosce ãe jest czytane /ɐ̃ĩ̯/ a w dwugłosce ão /ɐ̃ũ/. Jest czasami wykorzystywana jako symbol języka portugalskiego. Nie występuje w alfabecie portugalskim.

### Język kaszubski
W języku kaszubskim jest trzecią literą alfabetu. Wymawiana jest /ã/ a w powiecie puckim i powiecie wejherowskim jej wymowa to /ɛ̃/.

### Język wietnamski
W języku wietnamskim oznacza samogłoskę /aː/.

### Język arumuński
W języku arumuńskim jest drugą literą alfabetu a jej wymowa to /ə/.

### Język guarani
W języku guarani jest drugą literą alfabetu a jej wymowa to /ã/.

### Etnolekt śląski
W etnolekcie śląskim jest drugą literą alfabetu (Pro Loquela Silesiana) a jej wymowa jest podobna do polskiego „ę”.

### MAF
W międzynarodowym alfabecie fonetycznym pełni rolę zapisu nosowego wariantu samogłoski otwartej centralnej niezaokrąglonej.

## Kodowanie
| Znak                   | Ã                                 | Ã                                 | ã                               | ã                               |
| ---------------------- | --------------------------------- | --------------------------------- | ------------------------------- | ------------------------------- |
| Nazwa w Unikodzie      | Latin Capital Letter A with tilde | Latin Capital Letter A with tilde | Latin Small Letter A with tilde | Latin Small Letter A with tilde |
| Kodowanie              | dziesiątkowo                      | szesnastkowo                      | dziesiątkowo                    | szesnastkowo                    |
| Unicode                | 195                               | U+00C3                            | 227                             | U+00E3                          |
| UTF-8                  | 195 131                           | c3 83                             | 195 163                         | c3 a3                           |
| Odwołania znakowe SGML | &#195;                            | &#x00C3;                          | &#227;                          | &#x00E3;                        |
| Odwołania znakowe SGML | &Atilde;                          | &Atilde;                          | &atilde;                        | &atilde;                        |